# Robert Murray (teolog)
George Robert Otto Murray, född den 23 augusti 1908 i Katarina församling i Stockholm, död den 15 januari 2000 i Adolf Fredriks församling  i samma stad, var en svensk präst och kyrkohistoriker. Han var sonson till läkaren Robert Murray och bror till prästen Carl-Adolf Murray.

## Biografi
Murray blev teologie kandidat 1934 och teologie licentiat 1938. Han prästvigdes samma år, var fartygspastor på HMS Gotland 1938–1939, hade förordnanden i Stockholm 1939–1946 och var militärpastor på I1 1945–1950. Samtidigt var han  litteraturchef vid Diakonistyrelsens bokförlag 1946–1951 och redaktör för Vår lösen 1952–1953. Han blev teologie doktor 1949 och extra ordinarie hovpredikant samma år. Han blev komminister i Adolf Fredriks församling i Stockholm 1951, var kyrkoherde där 1957–1962 (hade blivit tillförordnad på tjänsten 1955) och domprost i Strängnäs 1963–1974. Åren 1970–1983 var han ordinarie hovpredikant.
Murray var ordförande i Religionsvetenskapliga sällskapet 1949–1958, i Riksföreningen för svenskhetens bevarande i utlandet (Stockholmsavdelningen 1950–1963, överstyrelsen till 1974), Stockholms stifts prästsällskap 1952–1955, styrelseledamot i Samfundet Pro Fide et Christianismo (preses 1983–1991), sekreterare i 1944 års prästutbildningssakkunniga, i kommittén för Svenska kyrkans deltagande i Augustanasynodens 100-årsjubileum och i sakkunniga för utarbetande av förslag till bihang till kyrkohandboken. Han utgav The Church of Sweden. A Book Sponsored by the Swedish Bishop’s Conference (1960) samt Nils Collin, Dagbok från New Jersey 1770-86 (1988). Murray är begravd på Gamla kyrkogården i Strängnäs.

## Utmärkelser
- Kaplan i Kungl. Maj:ts Orden från 1947 till tidigast 1955.[4]
- Ledamot av Nordstjärneorden 1960 och kommendör av samma orden 1967.